# Passione d'amore
Passione d'amore is een Italiaanse dramafilm uit 1981 onder regie van Ettore Scola.

## Verhaal
In 1862 wordt een jonge soldaat overgeplaatst naar een garnizoen in een stadje aan de grens. Daar wordt de lelijke, ziekelijke nicht van de kolonel verliefd op hem. Haar passie leidt tot een tragedie.

## Rolverdeling
| Acteur                 | Personage                  |
| ---------------------- | -------------------------- |
| Bernard Giraudeau      | Kapitein Giorgio Bacchetti |
| Valeria D'Obici        | Fosca                      |
| Laura Antonelli        | Clara                      |
| Jean-Louis Trintignant | Arts                       |
| Massimo Girotti        | Kolonel                    |
| Bernard Blier          | Majoor Tarasso             |
| Gerardo Amato          | Luitenant Baggi            |
| Sandro Ghiani          | Attendant van Giorgio      |
| Alberto Incrocci       | Kapitein Rivolti           |
| Rosaria Schemmari      | Meid van Fosca             |
| Francesco Piastra      | Attendant                  |
| Saverio Vallone        | Blonde luitenant           |
| Franco Committeri      | Man van Clara              |